# Kunio Murai
Kunio Murai (村井 國夫 Murai Kunio?, nacido el 20 de septiembre de 1944 in Tianjin, China) es un actor y seiyū japonés.

## Filmografía

### Películas
- Chikyū Kogeki Meirei Gojira tai Gaigan (1972) (Takashi Shima)
- Nihon Chinbotsu (1973) (Kataoka)
- 203 kōchi (1980) (Teisuke Oki)
- Shōsetsu Yoshida gakkō (1983) (Takakichi Asō)
- Godzilla (1984) (Secretario Henmi)
- Godzilla, Mothra, King Ghidorah: Daikaijū Sōkōgeki (2001) (Masato Hinogaki)
- Tokyo Ghoul (2017) (Yoshimura)
- Kasane (2018)
- Tokyo Ghoul 2 (2019) (Yoshimura)

### Televisión
- Mito Kōmon (1969) (Genjuro, Shichinosuke, etc.)
- Daichūshingura (1971) (Ōno Gun'emon)
- Taiyō ni Hoero! (1972) (Nagasawa (ep. 8), Imai (ep. 101) y Satake (ep. 268))
- Key Hunter (1973)
- Edo o Kiru (1973) (Mukai Kurando)
- Doedo Sōsamō (1975) (Izaburo)
- Fumō Chitai (1979) (Kaname Kaifu)
- Eoka Echizen (1982) (Hashimoto)
- Tokugawa Ieyasu (1983) (Mizuno Nobumoto)
- Sanada Taiheiki (1985-86) (Ōtani Yoshitsugu)
- School Wars 2 (1990)
- Seibu Keisatsu Special (2004)
- Kazoku Game (2013) (Yasuhiko)
- Nobunaga Concerto (2014) (Azai Hisamasa)
- Mikaiketsu Jiken: File. 05 (2016) (Hiro Hiyama)

### Teatro
- Los miserables (1989-2000) (Inspector Javert)
- El beso de la mujer araña (1992) (Molina)
- Hamlet (1998) (Claudio)
- Elisabeth (2004-) (Max)
- El sueño de una noche de verano (2007) (Oberon)
- Enrique VI (2009) (duque de Suffolk)
- Himitsu wa utau (2011) (Sir Hugo Latimer)
- Rudolf (2012) (Emperador Franz Joseph)
- Sister Act (2014) (Monseñor Howard / Monseñor O'Hara)

### Películas de anime
- Crayon Shin-chan: Densetsu o Yobu Buriburi: Sanpun Bokkiri Daishingeki (2005) (Miraiman)
- Tensai Bakavon: Yomigaeru Flanders no Inu (2015) (Dante)